# Чемпионат Латвии по футболу 1921
Чемпиона́т Ла́твии по футбо́лу 1921 го́да (латыш. 1921. gada Latvijas čempionāts futbolā) — первый розыгрыш чемпионата Латвии по футболу, который так и не был завершен из-за быстро наступившей зимы.

## Участники
В решающей стадии между собой соревновались 4 команды из Риги.

### Турнирная таблица
| М | Команда                    | И | В | Н | П | Мячи   | ±   | О |
| - | -------------------------- | - | - | - | - | ------ | --- | - |
| 1 | Кайзервальд                | 5 | 4 | 1 | 0 | 8 − 2  | +6  | 9 |
| 2 | Яунеклю кристига савиениба | 5 | 3 | 1 | 1 | 25 − 8 | +17 | 7 |
| 3 | Унион                      | 6 | 3 | 0 | 3 | 9 − 12 | −3  | 6 |
| 4 | Караскола                  | 6 | 0 | 0 | 6 | 1 − 21 | −20 | 0 |

И — игры, В — выигрыши, Н — ничьи, П — проигрыши, Мячи — забитые и пропущенные голы, ± — разница голов, О — очки